# (38574) 1999 WS4
1999 WS4 (asteroide 38574) é um asteroide troiano de Júpiter. Possui uma excentricidade de 0.10712610 e uma inclinação de 7.18539º.
Este asteroide foi descoberto no dia 28 de novembro de 1999 por Takao Kobayashi em Oizumi.